# Joseph Petzl

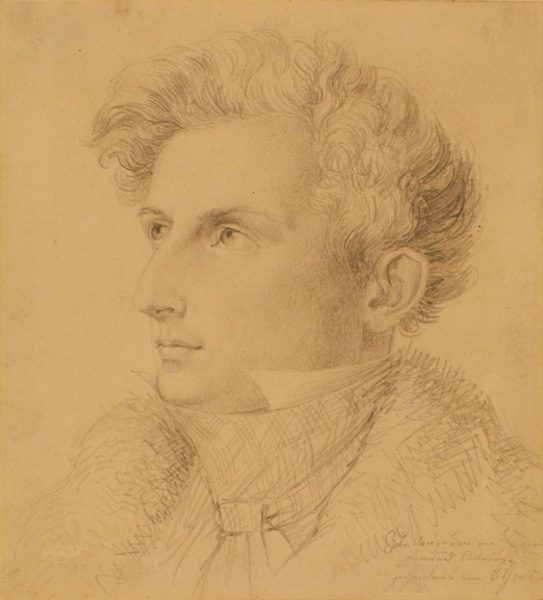
Joseph Petzl 1831, Zeichnung von C. Goos

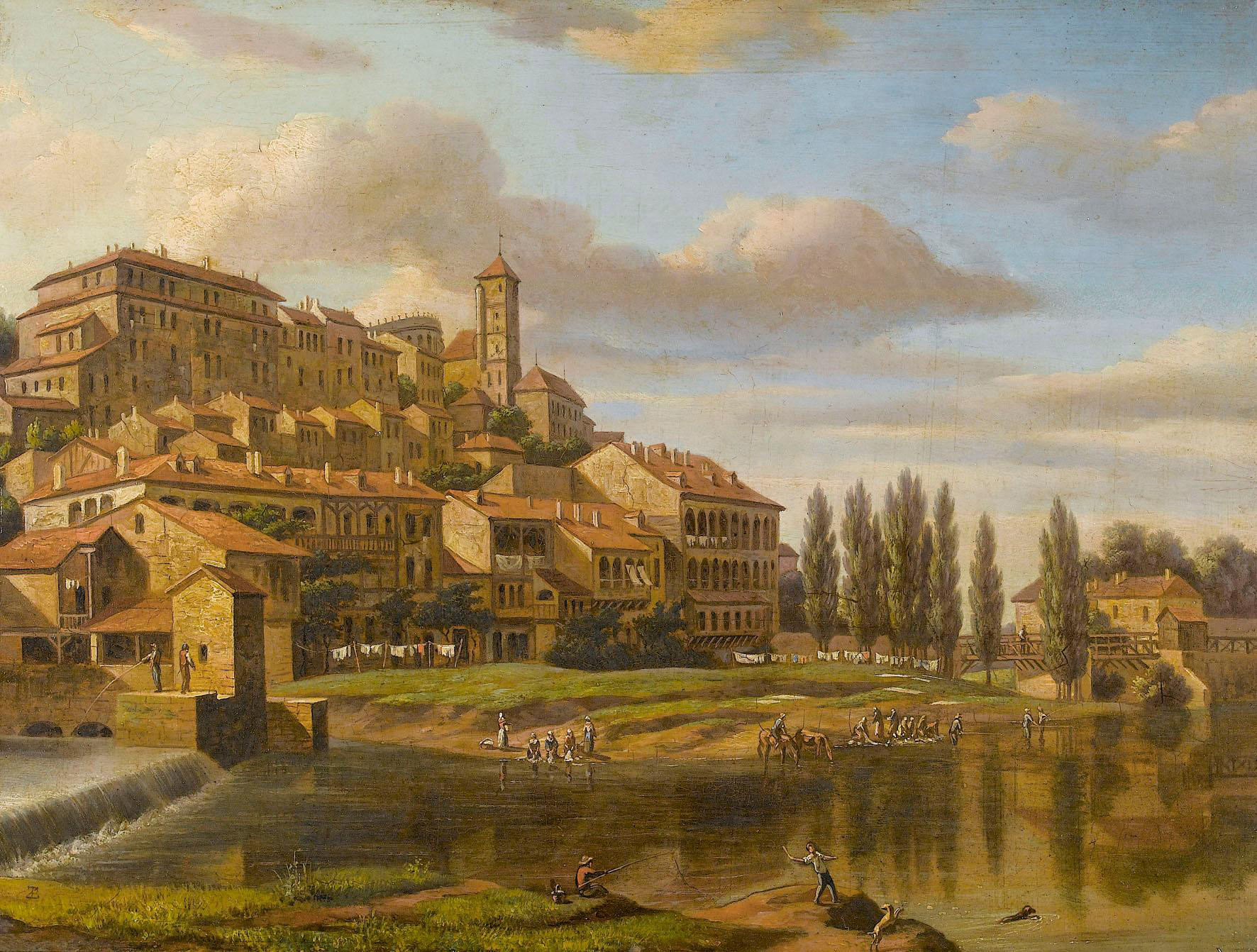
Joseph Petzl – Ansicht einer italienischen Stadt mit Figurenstaffage

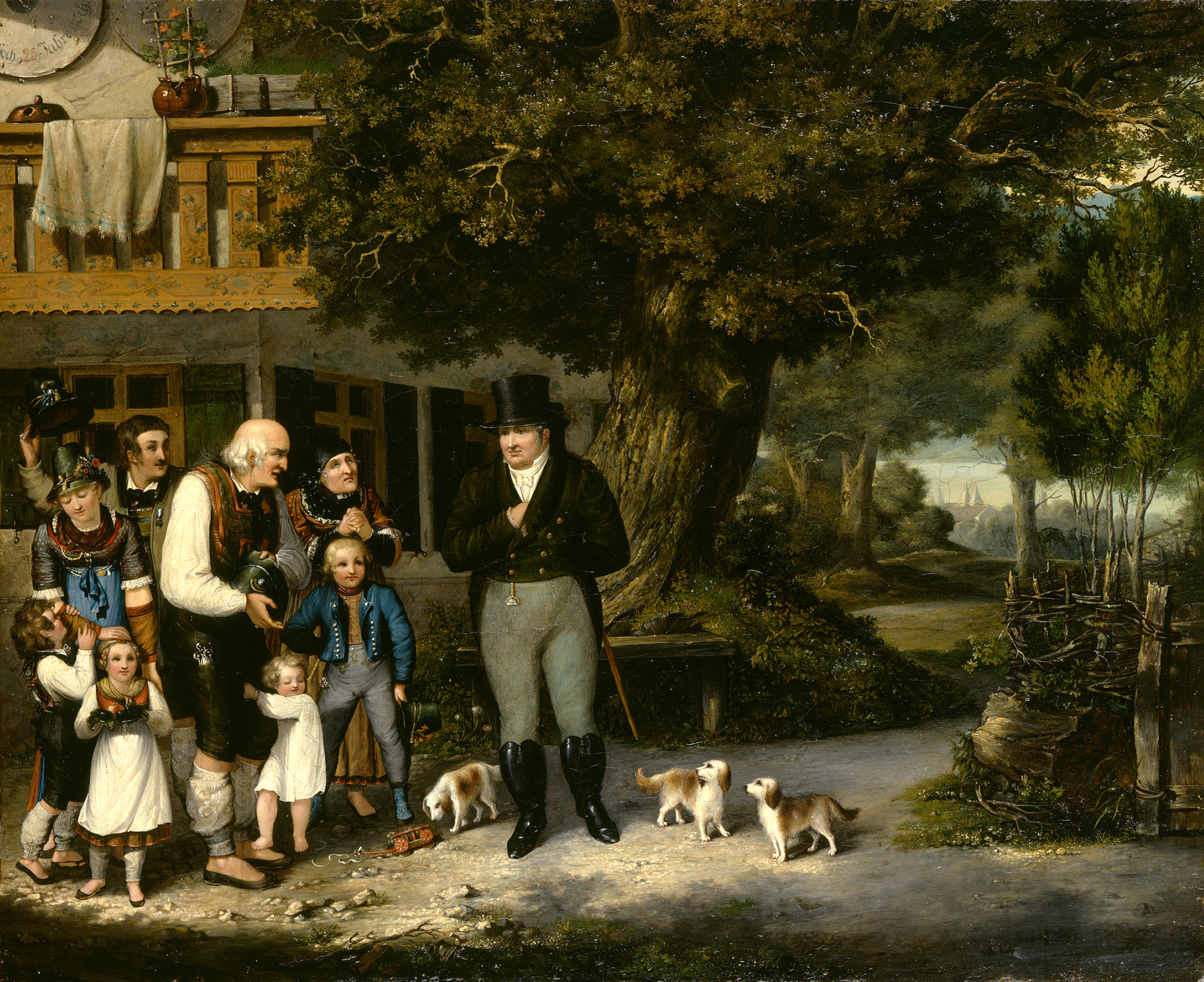
Joseph Petzl – Max Joseph I. in Tegernsee

Joseph Petzl (* 23. Dezember 1803 in München; † 24. April 1871 ebenda) war ein deutscher Genremaler.

## Leben
Joseph Petzls Vater war Angestellter bei der königlichen Steuerkatasterkommission. Der Maler Ferdinand Petzl ist sein um sechzehn Jahre jüngerer Bruder, dem er auch ersten Unterricht erteilte.
Joseph Petzl studierte seit Mai 1821 an der Kunstakademie in München bei Robert Langer. 1828 brach er zu einer längeren Reise auf, die ihn zunächst zum „Dürerfest“ nach Nürnberg führte. In Berlin blieb er ein Jahr und war Schüler von Carl Begas. Ab November 1829 lebte er in Dresden, wo er mit dem norwegischen Landschaftsmaler Thomas Fearnley und dem aus Schleswig stammenden Genremaler Friedrich Bernhard Westphal Freundschaft schloss. Im November 1830 wanderte er mit Westphal nach Schleswig, wo beide ihr geselliges Treiben fortsetzten. Im Juli 1831 reiste Petzl nach Kopenhagen. Über Kiel, Schleswig und Düsseldorf kehrte er im September 1831 nach München zurück, wo er die Freundschaft mit Thomas Fearnley erneuerte, der sich seit einem Jahr in München aufhielt.
Im September wanderten Petzl und Fearnley mit dem dänischen Genremaler Vilhelm Bendz nach Rom. Für Bendz war die Überquerung der Alpen so strapaziös, dass er in Vicenza verstarb. Petzl und Westphal erreichten Rom Anfang November 1832. Petzl blieb nur kurze Zeit dort und schloss sich einer Gruppe von Bayern an, darunter der Maler Peter von Hess, die sich in Neapel nach Griechenland einschifften, um am 30. Januar 1833 in Nauplia Zeugen der Ankunft des jungen Königs Otto von Griechenland zu sein. Petzl erteilte den Töchtern des Staatskanzlers Joseph Ludwig von Armansperg Zeichenunterricht und unternahm 1834 eine Reise nach Konstantinopel. Im November 1834 kehrte Petzl nach München zurück, wo er im Mittelpunkt des geselligen Treibens der Münchner Künstlerschaft stand.
Joseph Petzl starb 1871 im Alter von 67 Jahren in München.

## Grabstätte

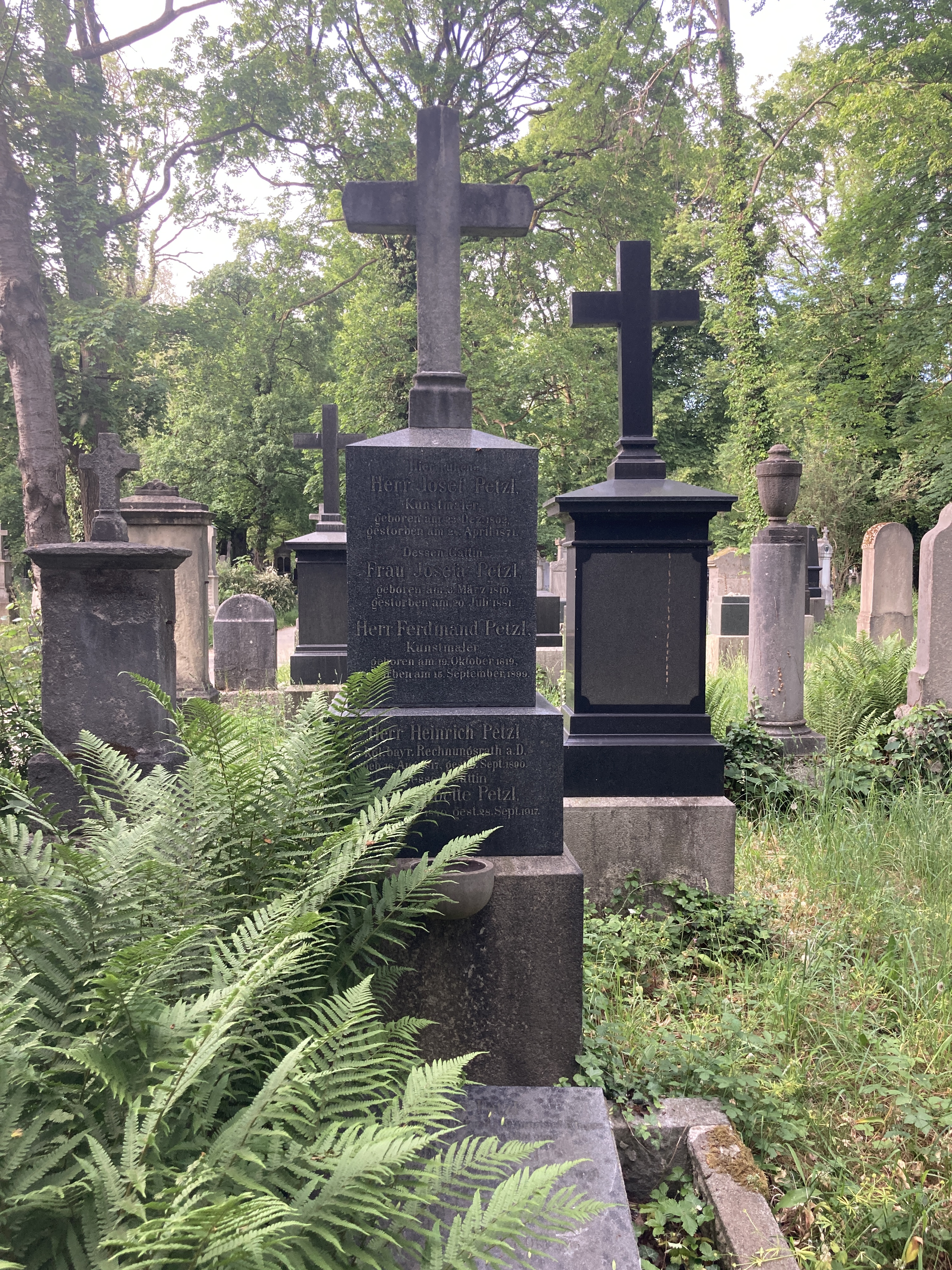
Grab von Joseph Petzl auf dem Alten Südlichen Friedhof in München

Die Grabstätte von Joseph Petzl befindet sich auf dem Alten Südlichen Friedhof in München (Gräberfeld 21 – Reihe 8 – Platz 35/36) Standort. In dem Grab liegen auch:
- die Ehefrau Josefa Petzl (* 6. März 1810; † 24. April 1881)
- der Bruder Ferdinand Petzl, der einer seiner Schüler war sowie weitere Verwandte der Familie Petzl

## Leistungen
Joseph Petzl war eine typische Erscheinung des Biedermeier, der sein Alltagsleben, seine Reisen und Liebesabenteuer in einer Fülle von Bleistiftzeichnungen, die sich heute im Münchner Stadtmuseum befinden, dokumentiert hat. Er malte zunächst Sensationsbilder aus den Alpen im Geschmack des Biedermeier: Wilddiebe, Gemsenjäger, Tiroler Freiheitshelden oder Bauernhochzeiten.
Nach der Rückkehr aus Griechenland hatte er mit folkloristischen und farbenfrohen Bildern aus dem osmanisch geprägten Volksleben großen Erfolg.

## Werke (Auswahl)
- Eine Versteigerung, 1832. 61 × 77 cm. Gemäldegalerie Thurn und Taxis, Regensburg
- Abholung der Braut, griechisches Hochzeitsfest, 1835. 66 × 84 cm. Münchner Stadtmuseum